# Kiss Land
Kiss Land — дебютный студийный альбом канадского певца The Weeknd. Альбом выпущен в Соединённых Штатах 10 сентября 2013 года лейблами XO и Republic. Kiss Land был поддержан шестью синглами: «Kiss Land», «Belong to the World», «Love in the Sky», «Live For», «Pretty» и «Wanderlust». Единственный приглашённый артист на альбоме — Дрейк. Большая часть продакшна на альбоме — дело рук DannyBoyStyles, самого The Weeknd и Джейсона «DaHeala» Кенневилла.

## Создание
17 марта 2013 года The Weeknd объявил, что его дебютный альбом будет называться Kiss Land. В июле 2013-го Amazon.com раскрыл, что альбом будет выпущен 27 августа 2013 года. 22 июля 2013 года было объявлено, что релиз альбома переносится на 10 сентября 2013 года. В июле 2013-го в интервью с Complex The Weeknd описал свой альбом так: 
«Kiss Land символизирует не только концертную жизнь, но и мир, созданный в моей голове. Так же, как House of Balloons символизирует не только Торонто с моим опытом жизни в этом месте, но и мир, что я создал. Когда я задумываюсь о Kiss Land, я представляю жуткое место. Это место, в котором я никогда не бывал и о котором не имею ни малейшего понятия. Многое было создано под вдохновением от кинорежиссёров Джона Карпентера, Дэвида Кроненберга и Ридли Скотта, потому что они знают, как изобразить страх. Вот, чем для меня является Kiss Land, — средой, где царит подлинный страх. Я будто оказываюсь в странном мире, где становлюсь другим человеком и совершаю нехарактерные для себя поступки. Теряются точки соприкосновения с реальностью. Ничего страшнее не бывает. Поэтому обращайте внимание на крики и отсылки к хоррорам в новых песнях. Вам будет страшно. Хочу, чтобы вы испытали то, что чувствую я. Kiss Land — это мой фильм ужасов.»
 Также он растолковал смысл второго сингла из альбома «Belong to the World»: «„Belong to the World“ про влюблённость в не того человека. Есть несколько песен, в которых я говорю об этой самой персоне, но каждую песню я предпочитаю делать о ком-нибудь другом. Thursday — альбом с концепцией. Независимо от того, что это была за ситуация, в этом альбоме я целиком на ней сфокусирован». Он также объяснил происхождение названия Kiss Land: «Я не хотел, чтобы название звучало как „Тёмный мир“ или ещё как-нибудь по-простому. Название взялось из подслушанного мной разговора, и эти слова просто засели в моей голове. Кто-то сказал: „Kiss Land“, а я лишь подумал: „Так и будет называться мой альбом“. Звучит так нелепо. Когда я огласил название, все взбунтовались: „Какого чёрта? Это будет банальщина. Любовь-морковь.“» 21 июля 2013 года была опубликована обложка альбома. 1 сентября 2013 года весь альбом был доступен для прослушивания на сервисе NPR Music.

## Синглы
17 мая 2013 года был выпущен первый сингл «Kiss Land». 25 июля 2013 было опубликовано музыкальное видео на «Kiss Land». 15 июля 2013 года был выпущен видеоклип на второй сингл «Belong to the World». Релиз самой песни состоялся на следующий день. 30 июля 2013 года были опубликованы песня «Love in the Sky» и видеоклип на неё.
30 июля 2013 года «Love in the Sky» был выпущен для цифровой дистрибуции как третий сингл из Kiss Land. 20 августа 2013 года трек «Live For», совместный с Дрейком, попал на мейнстрим-урбан-радио и был добавлен одновременно с открытием предзаказа на альбом в iTunes Store. Он был издан как цифровой сингл 3 дня спустя, а музыкальное видео на него последовало 11 сентября. В октябре 2013-го «Pretty» попало в urban contemporary-радио в Соединённых Штатах. 20 сентября 2013 года состоялась премьера видео на «Pretty» на Vevo. «Wanderlust» выпустили как шестой сингл 31 марта 2014 года в Великобритании.

## Коммерческий успех
Kiss Land дебютировал на 2-м месте в US Billboard 200, было продано 96 000 копий, всего лишь на две тысячи меньше, чем у Fuse Кита Урбана, взявшего 1-е место на той неделе. Во вторую неделю было продано ещё 26 000 копий, в общей сложности 122 000 копии. На третьей неделе были распроданы ещё 15 000 копий, в общей сложности 137 000 копий.

## Отзывы критиков
| Совокупная оценка    | Совокупная оценка |
| Источник             | Оценка            |
| -------------------- | ----------------- |
| Metacritic           | 65/100            |
| Оценки критиков      |                   |
| Источник             | Оценка            |
| Allmusic             | [ 27 ]            |
| Billboard            | 84/100            |
| Entertainment Weekly | B+                |
| Exclaim!             | 6/10              |
| The Guardian         | [ 31 ]            |
| Los Angeles Times    | [ 32 ]            |
| Now                  | [ 33 ]            |
| Pitchfork            | 6.2/10            |
| Slant Magazine       | [ 35 ]            |
| Spin                 | 7/10              |

Kiss Land был встречен смешанными и положительными рецензиями от музыкальных критиков. В Metacritic, который устанавливает нормированный рейтинг от 0 до 100 по отзывам от главных критиков, на основе 31 рецензии присудили альбому средний балл 65. В рецензии Криса Пэйна в Billboard альбом был оценён в 84/100, Пэйн отметил, что Kiss Land «блаженная конфетка для hi-fi-наушников, недалеко ушедшая от трилогии микстейпов Уикнда, но прибавившая в склонности к драматизму.» В обзоре от Clash Грант Брайдон отметил, что «вместо того, чтобы поднимать статус студийного альбома путём завлечения звёздного состава, ‘Kiss Land’ придерживается известной формулы 10-ти треков, как и в микстейпах, с единственным гостевым участием от того же Дрейка. Тесфайе не пошёл на уловки в ‘Kiss Land’. Вместо этого он сумел превзойти самого себя путём расширения звуков и обычного улучшения качества этой превосходной записи.» В более критикующей рецензии Анупы Мистри из Spin альбому было выставлено семь из десяти, а автор заявил: «Kiss Land — более обдуманное и лучше отмастерингованное продолжение Echoes of Silence, без какой-либо яркой разницы. Таким образом, чувак из Торонто, сделавший изменение, говорит, что сделает изменение снова только тогда, когда будет готов.» Энди Келлман из Allmusic дал альбому два с половиной балла из пяти, сказав, что «Kiss Land более личный, более человечный, и он приблизит поклонников певца ещё ближе к нему. <…> Для тех, кто не так легко погружается в мир Тесфайе, альбом примерно будет виден нестерпимым и по-мрачному бессмысленным, как и, впрочем, ранний материал.»
Ник Катуччи из Entertainment Weekly назвал его пятым лучшим альбомом 2013 года, описав его: «примерно часовое приключение в мир сексуальной одержимости, измены, наркозависимости и дорогостоящего доверия, выливающегося в неразбериху, как части тела под шёлковыми простынями. Этот лёгкий фальцет Тесфайе и эти тёмные отчётливые звуки гитары 80-х и синтезатора — это окутает вас. Это таинственно волнующий опыт <…>.»

## Список композиций
| №                   | Название                     | Автор(ы) | Продюсер(ы)                                                                   | Длительность |
| ------------------- | ---------------------------- | --- | ----------------------------------------------------------------------------- | ------------ |
| 1.                  | «Professional»               | Абель Тесфайе Дэнни Шофилд Ахмад Балше [англ.] Джейсон Кенневилл Рори Куигли [англ.] Эма Джолли Финиан Гринолл | DannyBoyStyles The Weeknd Джейсон «DaHeala» Кенневилл Гарри Фрауд [англ.] [a] | 6:08         |
| 2.                  | «The Town»                   | Тесфайе Шофилд Балше Кенневилл                                                                                 | DannyBoyStyles The Weeknd Кенневилл                                           | 5:07         |
| 3.                  | «Adaptation»                 | Тесфайе Шофилд Балше Кенневилл Стинг                                                                           | DannyBoyStyles The Weeknd Кенневилл                                           | 4:43         |
| 4.                  | «Love in the Sky»            | Тесфайе Шофилд Балше Кенневилл Ричард Муньос                                                                   | DannyBoyStyles The Weeknd Кенневилл                                           | 4:27         |
| 5.                  | «Belong to the World»        | Тесфайе Шофилд Балше Кенневилл Бет Гиббонс Джофф Бэрроу                                                        | DannyBoyStyles The Weeknd Кенневилл                                           | 5:07         |
| 6.                  | «Live For» (featuring Drake) | Тесфайе Обри Грэм Шофилд Балше Кенневилл                                                                       | DannyBoyStyles The Weeknd Кенневилл                                           | 3:44         |
| 7.                  | «Wanderlust»                 | Тесфайе Шофилд Балше Кенневилл Муньос Джозеф Бостани Сильвия Масмин Альберт Тамаела                            | DannyBoyStyles The Weeknd Кенневилл                                           | 5:06         |
| 8.                  | «Kiss Land»                  | Себастьен Телье Тесфайе Джек Холкебоер Шофилд Кенневилл                                                        | Silkky Johnson The Weeknd [b] DannyBoyStyles [b] Кенневилл [b]                | 7:35         |
| 9.                  | «Pretty»                     | Тесфайе Шофилд Брэндон Холлемон Кенневилл Рикки Хилфигер                                                       | DannyBoyStyles The Weeknd Кенневилл Брэндон «Bizzy» Холлемон [a]              | 6:15         |
| 10.                 | «Tears in the Rain»          | Тесфайе Шофилд Балше Кенневилл                                                                                 | DannyBoyStyles The Weeknd Кенневилл                                           | 7:26         |
| Общая длительность: | Общая длительность:          | Общая длительность:                                                                                            | Общая длительность:                                                           | 55:38        |

| №                   | Название                        | Продюсер(ы)         | Длительность |
| ------------------- | ------------------------------- | ------------------- | ------------ |
| 11.                 | «Wanderlust (Pharrell Remix)»   | Фаррелл Уильямс     | 5:07         |
| 12.                 | «Odd Look» (featuring Kavinsky) | Sebastian           | 4:12         |
| Общая длительность: | Общая длительность:             | Общая длительность: | 64:57        |

| №   | Название              | Длительность |
| --- | --------------------- | ------------ |
| 11. | «Belong to the World» | 7:56         |

Примечания
- ↑  обозначает дополнительного продюсера
- ↑  обозначает сопродюсера
- «Professional» содержит семплы из «Professional Loving» Эмики.
- «Adaptation» содержит семплы из «Bring on the Night» by The Police.
- «Belong to the World» содержит семплы из «Machine Gun[англ.]» Portishead.
- «Wanderlust» и «Wanderlust» (Pharrell Remix) содержит семплы из «Precious Little Diamond[англ.]» Fox the Fox[англ.].
- «Kiss Land» содержит семплы из «La Ritournelle» Себастьена Телье.

## Участвовали в создании
- Уикнд — исполнительный продюсер, оркестровка, главный артист, продюсер[41]
- Дрейк — приглашённый артист[41]
- Danny Boy Styles — инженер звукозаписи, оркестровка, продюсер[41]
- Джейсон Кенневилл — композитор, инженер звукозаписи, оркестровка, продюсер[41]
- Фаррелл Уильямс — композитор, продюсер[42]
- Kavinsky — инженер звукозаписи, главный артист, продюсер[43]
- Эндрю Колеман — аранжировка, цифровая обработка, инженер звукозаписи[44]
- Майк Ларсон — аранжировка, цифровая обработка[45]
- Ник Валентин — младший инженер звукозаписи[46]
- Мэнни Маррокуин[англ.] — сведение[41]

## Чарты
| Чарт (2013)                            | Высшая позиция |
| -------------------------------------- | -------------- |
| Австралия (ARIA)                       | 30             |
| Australian Urban Albums Chart          | 4              |
| Бельгия/Фландрия (Ultratop)            | 50             |
| Бельгия/Валлония (Ultratop)            | 41             |
| Canadian Albums (Nielsen SoundScan)    | 2              |
| Дания (Hitlisten)                      | 6              |
| Нидерланды (Album Top 100)             | 52             |
| Германия (Offizielle Top 100)          | 93             |
| Франция (SNEP)                         | 93             |
| Норвегия (VG-lista)                    | 25             |
| Шотландия (Scottish Albums Chart)      | 38             |
| Швейцария (Schweizer Hitparade)        | 62             |
| Швеция (Sverigetopplistan)             | 60             |
| Великобритания (UK Albums Chart)       | 12             |
| UK R&B Albums Chart                    | 1              |
| США (Billboard 200)                    | 2              |
| США (Billboard Top R&B/Hip-Hop Albums) | 1              |

| Чарт (2013)               | Позиция |
| ------------------------- | ------- |
| US Billboard 200          | 151     |
| US Top R&B/Hip-Hop Albums | 35      |
| US Top R&B Albums         | 12      |

## Сертификации
| Регион | Сертификация | Продажи |
| --- | ------------ | ------- |
| Канада (Music Canada) | Золотой      | 40 000^ |
| Великобритания (BPI) | Золотой      | 100 000 |
| США (RIAA) | Золотой      | 500 000 |
| ^ Данные о тиражах приведены только на основе сертификации. · Данные о продажах + прослушиваниях приведены только на основе сертификации. |              |         |